# Hendea myersi
Hendea myersi är en spindeldjursart. Hendea myersi ingår i släktet Hendea och familjen Triaenonychidae.

## Underarter
Arten delas in i följande underarter:
- H. m. assimilis
- H. m. cavernicola
- H. m. myersi
- H. m. ochrea
- H. m. roeweri